# Revista Promúsica
Promúsica foi uma revista portuguesa, especializado em música e instrumentos, com periodicidade mensal que teve a primeira edição em janeiro de 1997 e publicou o seu último número em 2001. A edição era da Ferreira & Bento, grupo editorial com interesses em várias áreas.

## Percurso
Fundada em 1997 a revista teve como director o ex-músico e produtor João Martins.
A Promúsica considerava-se a revista que mais tinha contribuído para o desenvolvimento da indústria musical em Portugal. Muito mais do que uma revista de música era uma central de informação directa, onde convergia quem criava, quem produzia, quem divulgava e utilizava a música. Com a oferta mensal de um CD com as novas revelações da música nacional era também privilegiada por quem ouvia e gostava de estar informado sobre o universo da música.
Além de noticias e entrevistas a artistas nacionais também publicava testes a instrumentos musicais e destacava o papel dos fabricantes nacionais na área de áudio profissional. O CD também incluía amostras de instrumentos destinadas aos profissionais.
Teve vários colaboradores de renome como Rui Eduardo Paes.